# ボルタ人
ボルタ人（英: Vorta、ボルタ族）はアメリカのSFテレビドラマ『スタートレック』シリーズに登場する架空のヒューマノイド型異星人。ドミニオンに属する。ドミニオンの中での役割はジェムハダーが戦士なのに対し、ボルタ人は外交官という位置づけである。

## 概要
主に創設者がジェムハダーを支配するために働く。クローン技術によって作られているため、ミスを犯したり結果が出ないボルタ人は次々と処刑されていく。ジェムハダーと行動する際は彼らの必要不可欠な酵素であるケトラセル・ホワイト（テトラセル・ホワイト）を入れたケースを持ち歩いている。インプラントが埋め込まれており自らの意志で死を選択できるようになっている。外交も彼らの仕事だが、彼らドミニオンの外交は拒否は許されない屈服させるだけのものであるため、その手の外交では適任だが、駆け引きが必要な外交では相手に不信感を抱かせてしまうので、向いていない。この欠点は致命的な結果をもたらすことも多く、ドミニオン戦争ではウェイユンのカーデシアに対する冷遇が敗北を招いている。

## 身体
視力は低いが聴力は高い。攻撃的なテレパス能力を有する。大抵の毒に抵抗力があるため、毒殺されにくい。創設者から芸術的な感性が与えられておらず、音楽や絵画などを楽しむことができない上、味覚も古くからの主食のナッツやベリーのみ感じる限定されたものとなっている。

## 精神
創設者を崇拝している。元々は森に住む小さく弱い種族であったが、固形種（通常のヒューマノイド）に追われた可変種（創設者）を助けた際にそのお礼として進化を約束され、約束が果たされた後に仕えるようになった。

## 代表的なボルタ人
- ウェイユン - ドミニオン戦争時の指揮官。
- エリス - 第2シーズン26話に登場。連邦と最初に接触したボルタ人女性。テレパス能力を用いた場面があるのは彼女だけ。
- キラーナ - 第5シーズン2話に登場したボルタ人女性。墜落したジェムハダー戦闘機を巡ってシスコたちと対立する。
- キーヴァン - 第6シーズン2話と10話に登場したボルタ人司令官。部下のジェムハダーを見殺しにして連邦の捕虜になった卑劣な人物。後にクワークの母との捕虜交換時にアクシデントで死亡。二度目の登場時にはコミカルな演出がされていた。
- イェルグルン - 第6シーズン第10話に登場。世界的ロックスター・イギー・ポップが演じている。ボルタ人の中ではかなり短気。